# La Vega, Cauca
La Vega là một khu tự quản thuộc tỉnh Cauca, Colombia. Thủ phủ của khu tự quản La Vega đóng tại La Vega Khu tự quản La Vega có diện tích 484 ki lô mét vuông. Đến thời điểm ngày 28 tháng 5 năm 2005, khu tự quản La Vega có dân số 22201 người.